# 朗塞斯頓城堡

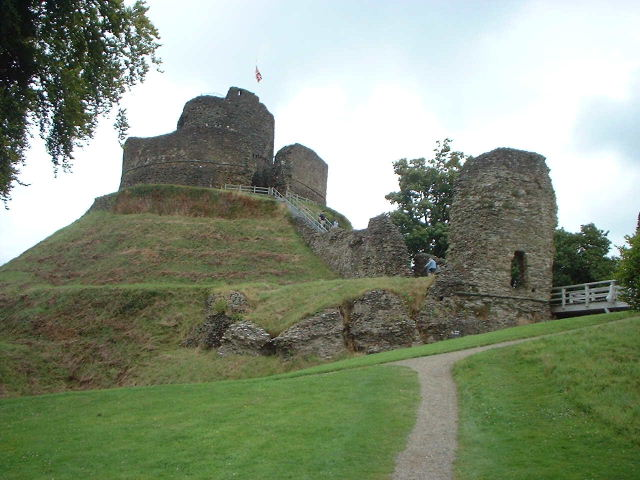

朗塞斯頓城堡（Launceston Castle）是位於英國英格蘭康沃爾郡朗塞斯通的一個城堡，可能修建於1067年。17世紀英國內戰之後，該城堡陷入荒廢，部分建築被拆除。現在朗塞斯頓城堡由英格蘭遺產管理。